# Otto Rasim

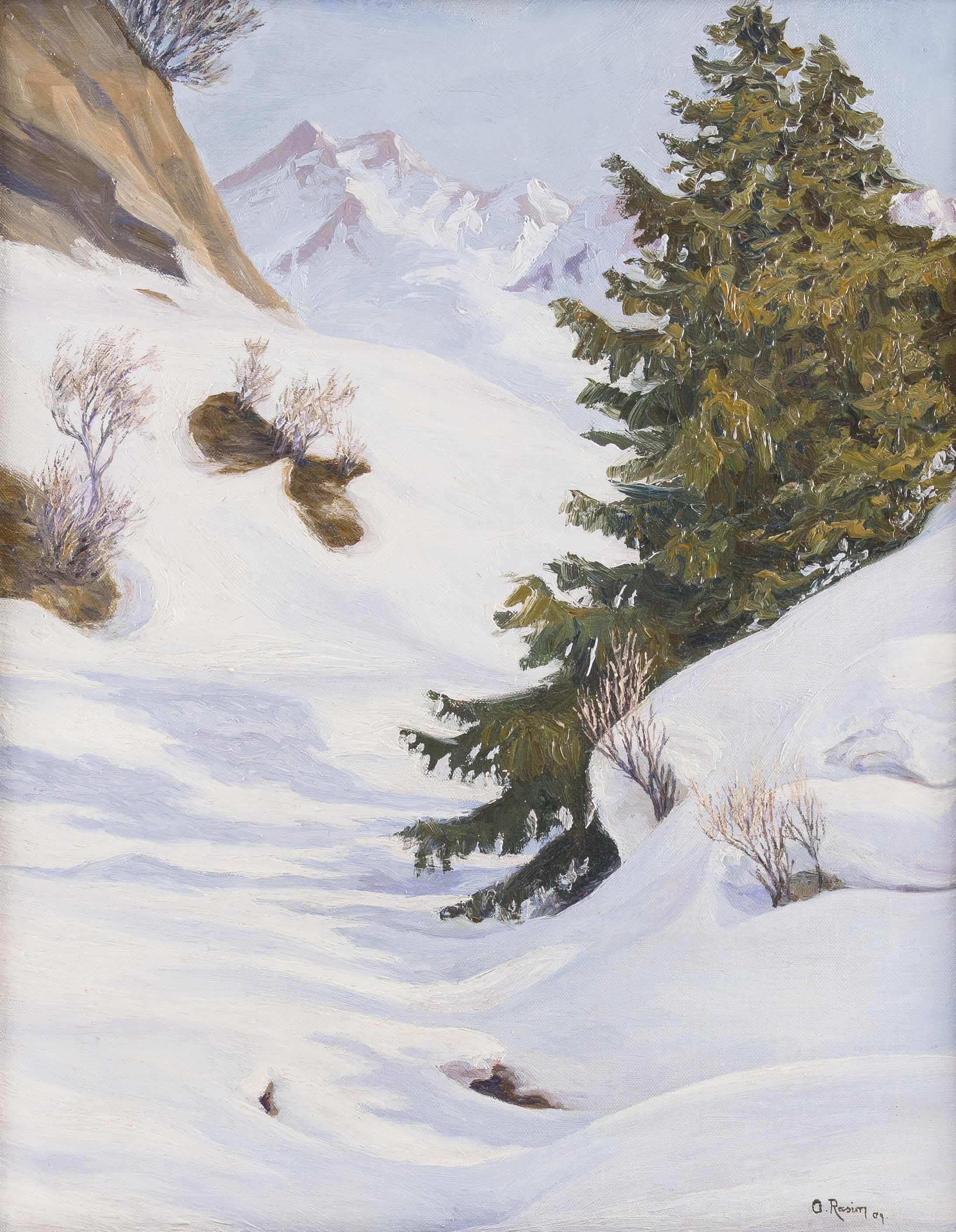
Tiroler Gebirgsmotiv im Winter (1909)

Otto Rasim (* 8. Oktober 1878 in Wien; † 1. Juli 1936 in Innsbruck) war ein österreichischer Landschaftsmaler und Skifahrer.
Rasim besuchte die Dachauer Schule und wurde Schüler von Hans von Hayek. Danach ließ er sich 1904 in Mühlau bei Innsbruck nieder. 
Er gründete 1912 den Künstlerbund Heimat (später Tiroler Künstlerbund) und leitete ihn 20 Jahre lang. Er wurde zum Ehrenmitglied des Bundes ernannt. 
Rasim beschäftigte sich mit der Landschaftsmalerei. Als begeisterter Skifahrer malte er oft Tiroler Schneelandschaften. Er nahm an den Österreichischen Ski-Meisterschaften 1908 teil.
Rasim zeigte seine Werke auf den Tiroler Künstlerausstellungen in Gelsenkirchen und Düsseldorf 1926/1927, sowie in Innsbruck, Salzburg, Wien, Eger und Prag.